# Björn Bexelius
Björn Gunnar Bexelius, född 27 maj 1941 i Högalids församling i Stockholm, död 5 oktober 1997 i Hässelby församling i Stockholm, var en svensk teaterman och kulturjournalist.
Bexelius var son till läkaren Gunnar Bexelius och mottagningssköterskan Siri, ogift Östlund, samt sonsons son till riksdagsmannen Henrik Bexelius. Björn Bexelius blev filosofie kandidat Stockholms universitet 1970.
Han blev amanuens vid Drottningholms slottsteater 1961 och var teatersekreterare där 1964–1968. Han var verksam utomlands som regiassistent i Polen och Tyskland 1965–1968. Återkommen till Sverige var han teaterkonsulent i Norrbottens län 1968–1970, informations-, administrations- och personalchef vid Upsala-Gävle Stadsteater 1970, intendent vid AB Upsala stadsteater 1975–1985 och projektledare vid Operahögskolan 1985–1986.
Bexelius hade också olika journalistiska uppdrag. Han var frilansande kulturskribent från 1964, dansrecensent för Svenska Dagbladet 1970–1985 och Upsala Nya Tidning från 1984 samt operarecensent vid Gefle Dagblad från 1986.
Han var styrelseledamot vid Statens kulturråd 1977–1980, ledamot i statens konstnärsnämnds film- och scengrupp 1980–1983 och i linjenämnden för kulturvetenskap vid Uppsala universitet 1980–1985. Han satt även i styrelserna för åtskilliga kulturella sällskaps- och vänföreningar samt hade expertförordnande vid Utbildningsdepartementet 1980–1983.
Björn Bexelius var från 1974 gift med operasångerskan Kerstin Meyer (1928–2020). Han är begravd på Bromma kyrkogård.